# فضل عبد الغني
فضل عبد الغني الشقفة ( 1398هـ /1978م) محامي و ناشط حقوقي وباحث في القانون الدولي وقضايا حقوق الإنسان سوري من حماة ، مؤسس والمدير التنفيذي لـ الشبكة السورية لحقوق الإنسان.

## ولادته وتحصيله
وُلد فضل بن عبد الغني الشقفة في حماة تعلم في مدارس حماة ، بكالوريوس في الهندسة المدنية تخصص إدارة المشاريع الهندسية من جامعة دمشق.تابع دراسته وحصل على شهادة الماجستير في القانون الدولي (LLM) من جامعة دي مونتفورت في ليستر بالمملكة المتحدة.

## عمله ووظائفه
غادر سوريا عام 2006. الى الإمارات العربية المتحدة،عمل كمهندس مدني . ثم انتقل للعمل في قطر قبل انطلاق الثورة السورية بعامين.أسس الشبكة في حزيران 2011، وتعمل المنظمة على رصد وتوثيق انتهاكات حقوق الإنسان في سوريا، وتقديم تقارير موثوقة لوكالات الأمم المتحدة والمنظمات الدولية.ويشغل منصب مديرها التنفيذي،وثيق مئات التقارير والتحقيقات على مدى 13 عامًا، وتناولت هذه التقارير انتهاكات جسيمة لحقوق الإنسان في سوريا، مثل:القتل خارج نطاق القانون.الاعتقال التعسفي والاختفاء القسري.التعذيب والعنف الجنسي.القصف العشوائي والتهجير القسري.استخدام الأسلحة الكيميائية والذخائر العنقودية.سرقة الأراضي والممتلكات ونهب المساعدات الإنسانية.درّب العديد من طلاب الماجستير والإعلاميين والمدافعين عن حقوق الإنسان.أعدّ العديد من المنشورات والأوراق البحثية الأكاديمية.حاضر في أهم المحافل الدولية، مثل مجلس الأمن ومجلس حقوق الإنسان التابعين للأمم المتحدة.أصبحت الشبكة السورية لحقوق الإنسان، تحت قيادته، مصدرًا رئيسيًا للمعلومات وتُعتمد تقاريرها من قبل العديد من مؤسسات الأمم المتحدة والمحاكم والمنظمات الدولية ووسائل الإعلام العالمية.

## التكريمات
حصل فضل عبد الغني على الجائزة الفرنسية الألمانية لحقوق الإنسان في عام 2023.

## وصلات خارجية
الكلمة التي ألقاها السيد فضل عبد الغني مدير الشبكة السورية لحقوق الإنسان في الجمعية العامة للأمم المتحدة